# 中国共产党第十六次全国代表大会
中国共产党第十六次全国代表大会（简称“中共十六大”）于2002年11月8日至14日在北京召开。出席大會的代表2,114名，特邀代表40名，代表當時全国6600万党员。大会通过关于《中国共产党章程（修正案）》的决议，把“三个代表”重要思想同马克思列宁主义、毛泽东思想、邓小平理论一道确立为党必须长期坚持的指导思想。

## 与会人员
根据中央规定，出席中国共产党第十六次全国代表大会的代表团增加了中央企业系统代表团和中央金融系统代表团，这是中央企业系统和中央金融系统首次单独组团参加党的全国代表大会。与十五大的36个代表团相比，十六大的代表团增加到38个。 
此外，参照十五大的做法，中央邀请了40名特邀代表出席党的十六大，特邀代表具有正式代表同样的权利。
中央决定，邀请党内有关负责同志和部分党外人士列席这次大会。列席这次大会的有：不是十六大代表的十五届中央委员会委员、候补委员和中央纪律检查委员会委员；不是十六大代表、特邀代表的原中央顾问委员会委员；不是十六大代表、特邀代表的党内部分老同志，以及其他有关同志，共284人。作为来宾列席大会开幕式和闭幕式的有：担任全国人大常委会副委员长、全国政协副主席的党外人士，担任过国家副主席、全国人大常委会副委员长、全国政协副主席的党外人士，各民主党派中央、全国工商联负责人和无党派人士，以及全国人大、全国政协常委中在京的党外人士和部分少数民族、宗教界人士等，共152人。 

## 会议主题、议程
这次大会的主题是：高举邓小平理论伟大旗帜，全面贯彻“三个代表”重要思想，继往开来，与时俱进，全面建设小康社会，加快推进社会主义现代化，为开创中国特色社会主义事业新局面而奋斗。 
大会的议程为：（1）听取和审查十五届中央委员会的报告；（2）审查中央纪律检查委员会的工作报告；（3）审议通过《中国共产党章程（修正案）》；（4）选举十六届中央委员会；（5）选举新一届中央纪律检查委员会。 
李鹏主持大会开幕式。江泽民代表第十五届中央委员会向大会作了题为《全面建设小康社会　开创中国特色社会主义事业新局面》的报告。报告中，对台湾问题，重申“在一个中国的前提下，什么问题都可以谈”，即三个可以谈。
大会通过了《关于十五届中央委员会报告的决议》、《关于〈中国共产党章程（修正案）〉的决议》和《关于中央纪律检查委员会工作报告的决议》。大会以无记名投票方式，选举出由198名委员、158名候补委员组成的十六届中央委员会，选举出中央纪律检查委员会委员121名。

## 大会机构
中国共产党第十六次全国代表大会主席团名单
（共236人）
（按姓氏笔画为序）
丁关根　刀玉琴（女，傣族）　干　勇　于永波（满族）　万　里　卫留成　马　凯　马之庚　马启智（回族）　马富才　王　刚　王　克　王　晨　王天玺（彝族）　王云坤　王太华　王乐泉　王兆国　王众孚　王旭东　王岐山　王沪宁　王忠诚　王忠禹　王胜俊　王洛林　王梦奎　王瑞林　毛致用　乌云其木格（女，蒙古族）　方红霄　邓朴方　石广生　石宗源（回族）　布　赫（蒙古族）　卢瑞华　叶选平　田凤山　田成平　田纪云　田聪明　白立忱（回族）　白志健　白克明　白恩培　司马义·艾买提（维吾尔族）　邢世忠　列　确（藏族）　回良玉（回族）　朱光亚　朱镕基　乔　石　乔清晨　伍绍祖　任仲夷　任建新　华建敏　多吉才让（藏族）　刘　玠　刘　京　刘　淇　刘云山　刘书田　刘冬冬　刘延东（女）　刘华秋　刘华清　刘明康　刘积斌　刘高倬　江小涓（女）　江泽民　许永跃　孙　英　孙家正　牟新生　苏　荣　杜青林　杜铁环　李　鹏　李长印　李长江　李长春　李兆焯（壮族）　李岚清　李金华　李建国　李荣融　李树文　李贵鲜　李素丽（女）　李铁林　李铁映　李瑞环　李德洙（朝鲜族）　李毅中　杨　扬（女）　杨元元　杨正午（土家族）　杨汝岱　杨怀庆　杨国庆　杨国梁　杨德清　肖　扬　吴　仪（女）　吴邦国　吴启迪（女）　吴奇修　吴官正　吴基传　何　勇　何椿霖　谷　牧　邹家华　闵维方　汪光焘　汪恕诚　沈方泉　宋　平　宋　健　宋任穷　宋照肃　宋德福　迟万春　迟浩田　张万年　张文台　张文康　张玉台　张左己　张立昌　张庆伟　张学忠　张春贤　张思卿　张俊九　张彦仲　张恩照　张高丽　张维庆　张瑞敏　张福森　张德江　张德邻　阿不来提·阿不都热西提（维吾尔族）　陈　元　陈小津　陈云林　陈至立（女）　陈良宇　陈佳洱　陈建国　陈奎元　陈锦华　陈福今　陈慕华（女）　林兆枢　尚福林　罗　幹　竺延风　金人庆　金炳华　周　强　周小川　周永康　周光召　周声涛　周德强　郑万通　郑斯林　孟建柱　项怀诚　赵启正　赵南起（朝鲜族）　胡启立　胡锦涛　俞正声　闻世震　姜建清　姜春云　姜福堂　洪学智　贺国强　袁伟民　贾庆林　贾春旺　顾秀莲（女）　柴松岳　钱正英（女）　钱运录　钱其琛　铁　凝（女）　铁木尔·达瓦买提（维吾尔族）　徐才厚　徐永清　徐匡迪　徐有芳　徐光春　徐冠华　高祀仁　郭　峰　郭东坡　郭伯雄　郭金龙　郭树言　唐家璇　黄　菊　黄镇东　曹　志　曹刚川　曹庆泽　曹伯纯　阎海旺　尉健行　彭珮云（女）　韩杼滨　傅全有　傅志寰　储　波　曾庆红　曾培炎　温宗仁　温家宝　雷鸣球　虞云耀　路甬祥　解振华　廖　晖　谭启龙　滕文生　薄一波　穆占英　戴秉国（土家族）　戴相龙　魏礼群
中国共产党第十六次全国代表大会主席团常务委员会名单
（共32人）
江泽民　李　鹏　朱镕基　李瑞环　胡锦涛　尉健行　李岚清　丁关根　田纪云　李长春　李铁映　吴邦国　吴官正　迟浩田　张万年　罗　幹　姜春云　贾庆林　钱其琛　黄　菊　温家宝　曾庆红　吴　仪（女）　万　里　乔　石　宋　平　刘华清　薄一波　宋任穷　叶选平　宋　健　曹庆泽
中国共产党第十六次全国代表大会秘书长名单
胡锦涛
中国共产党第十六次全国代表大会副秘书长名单
丁关根　罗　幹　曾庆红　王　刚
中国共产党第十六次全国代表大会代表资格审查委员会名单
（共24人）
- 主　任：尉健行
- 副主任：曾庆红　徐才厚
- 委　员：（按姓氏笔画为序）王云坤　乌云其木格（女，蒙古族）　回良玉（回族）　伍绍祖　何　勇　张柏林　张俊九　张德邻　阿不来提·阿不都热西提（维吾尔族）　陈　希　陈奎元　苗　圩　周　强　周永康　郑斯林　贺国强　热　地（藏族）　顾秀莲（女）　铁　瑛　唐天标　阎海旺